# Małgorzata Turewicz Lafranchi

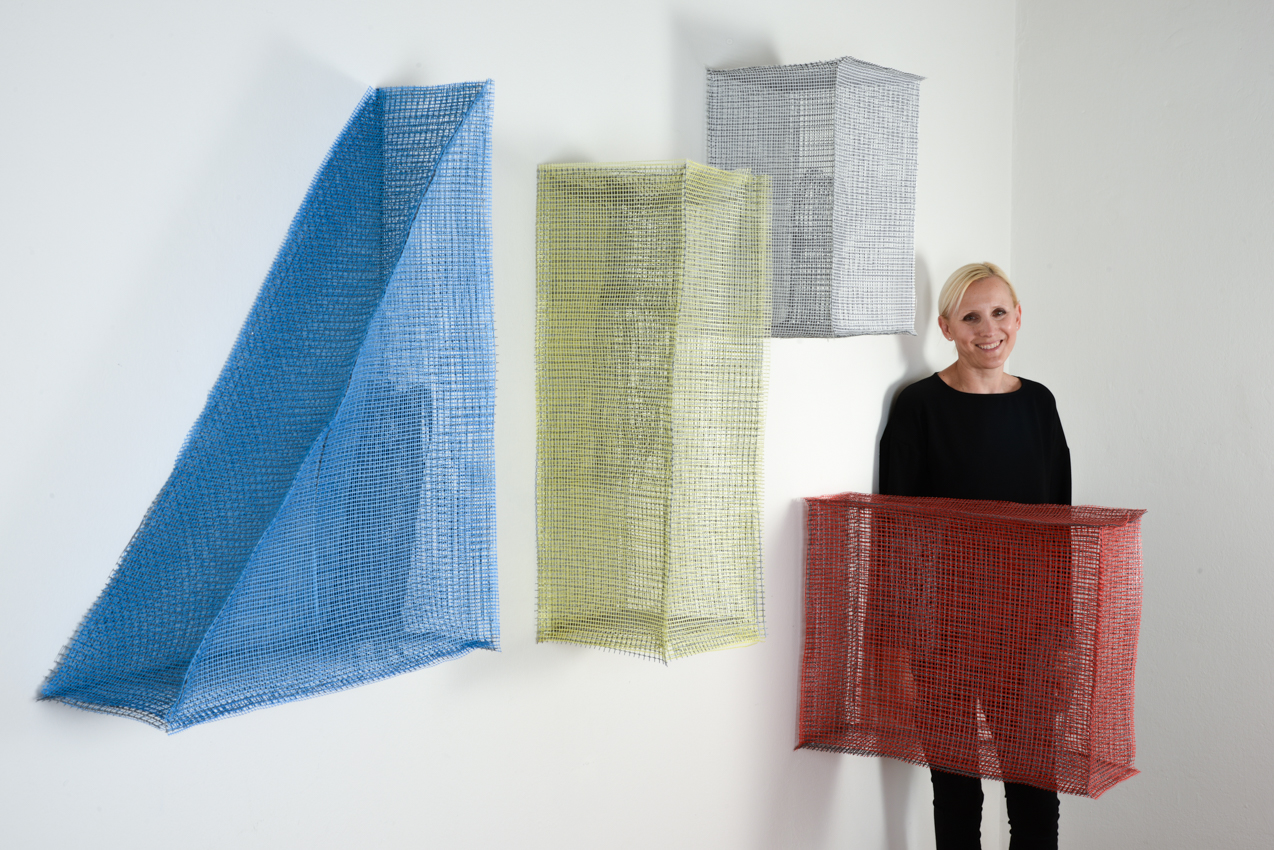
Małgorzata Turewicz Lafranchi

Małgorzata Turewicz Lafranchi (ur. 25 kwietnia 1961 w Szczecinie) – polsko-szwajcarska rzeźbiarka, autorka instalacji.

## Życiorys
Od 1994 żyje i pracuje w Bellinzonie, Ticino, Szwajcaria. W latach 1980–1985 studiowała w Akademii Sztuk Pięknych w Warszawie w pracowniach Andrzeja Dłużniewskiego i Henryka Wiśniewskiego, w 1985 dyplom z wyróżnieniem pt. „Święto”, w którym rozpatruje estetyczne i filozoficzne znaczenie ceremonii i świąt. W 1985–1986 studiowała w „Goetheanum”, w Dornach, Szwajcaria. Jej debiut artystyczny – wystawa pt. „Żywność na święto”, zorganizowana w 1988 roku przez Andrzeja Bonarskiego (tekst do katalogu Stanisław Cichowicz) była znaczącym wydarzeniem artystycznym w Polsce. Jej pierwsze rzeźby pokazywane w 1990 w Galerii Dziekanka w Warszawie (obecnie w kolekcji Pinakothek der Moderne, Monachium) antycypowały tendencje we współczesnej rzeźbie. W latach 90. brała udział w wielu programach stypendialnych w kraju i za granicą: nagroda w duecie z Markiem Kijewskim Konstrukcji w Procesie, Łódź (1990), stypendium MKiS w Hiszpanii (1991), rezydencja w Sammlung Lenz Schönberg, Austria (1993); rezydencja w studio Rosemarie Trockel, Köln (1993); stypendium w Centrum Rzeźby Polskiej, Orońsko (1993), rezydencja Artest, Szwajcaria (1993). Między 2002 a 2004 brała udział w krytykach semestralnych w pracowni Petera Zumthora w Accademia di Architettura, Mendrisio, Szwajcaria, w 2009–2011 pracowała nad projektem „Seduction as Art”, pierwotnie planowanym jako doktorat u Waltera Kuglera w Social Sculpture Unit, Brooks University, Oxford i sfinalizowanym niezależnie w wystawie „The Shell Collector”. Artystka w swojej sztuce często posługuje się w sposób ironiczny i żartobliwy teoriami naukowymi i filozoficznymi, nadając im nowe znaczenia. Charakterystyczne dla jej prac jest niekonwencjonalne użycie materiałów przemysłowych oraz minimalistyczny, redukcyjny styl. W 1994 poślubiła Fiorenzo Lafranchi, szwajcarskiego wydawcę i edukatora, w 1995 urodził się ich syn Olek Mario Dada.

## Wystawy
Prace artystki były prezentowane w wielu wystawach indywidualnych i zbiorowych, w Polsce i za granicą, między innymi: w Muzeum Narodowym w Szczecinie (1990), w Facultad de Bellas Artes, Madryt (1991), w Galerii Narodowej Zachęta, Warszawa (1992, 1998, 2015), w Muzeum Sztuki w Turku, Finlandia (1992), w Centrum Sztuki Współczesnej Zamek Ujazdowski, Warszawa (1992), Centrum Rzeźby Polskiej, Orońsko (1992,1995,1999), NGBK, Berlin (1996), w Museo Cantonale d‘Arte, Lugano (2002,2003,2007), Trinitatiskirche, Köln (2005), Hangar Bicocca, Milano (2005), Pinacoteca Casa Rusca, Locarno (2008), Museo d‘Arte, Lugano (2011), w Muzeum w Wilanowie (2012), Art Stations, Poznań (2016), MCSW Elektrownia, Radom (2017, 2018), Galeria Salon Akademii, ASP, Warszawa (2017), Vasarely Muzeum, Budapeszt (2017,2018). W galeriach: BWA Szczecin, BWA Białystok, BWA Lublin (1990, 1992, 1993), w Galerii Dziekanka, Warszawa (1989, 1990), w Galerii Zderzak, Kraków (1993, 2002, 2018), w Galerii Visarte, Locarno, (2002), Zona Sztuki Aktualnej, Szczecin (2015), w Galerii Propaganda, Warszawa (2016), Galleria Agostini, Lugano (2017, 2018). Brała udział w AVE Videofestival, Arnhem, Holandia (1991), w projektach „Art for the World” w Delhi (2004, 2005), Bex & Arts, Bex (2005), w plenerach Artystów Posługujących się Językiem Geometrii, organizowanych przez dr. Bożenę Kowalską, Radziejowice (2016, 2017, 2018), w Rassegna di arte pubblica, Morcote (2016, 2018).

## Kolekcje
Prace Małgorzaty Turewicz Lafranchi znajdują się w kolekcjach sztuki współczesnej w Polsce i za granicą, między innymi: w Centrum Sztuki Współczesnej Zamek Ujazdowski, Warszawa, Galeria Narodowa Zachęta, Warszawa, Kolekcja Bonarskich, Mazowieckie Centrum Sztuki Współczesnej “Elektrownia”, Radom, Museo Cantonale d‘Arte, Lugano, Museo Villa dei Cedri, Bellinzona, Muzeum Narodowe, Szczecin, Muzeum Akademii Sztuk Pięknych, Warszawa, Pinakothek der Moderne, Staatsgalerie Moderner Kunst, München oraz w wielu kolekcjach prywatnych.